# Uruguay ai Giochi della VIII Olimpiade
L'Uruguay partecipò ai Giochi della VIII Olimpiade, svoltisi a Parigi dal 4 maggio al 27 luglio 1924,  
con una delegazione di 26 atleti impegnati in 4 discipline.
aggiudicandosi una medaglia d'oro vincendo il torneo di Calcio

## Medagliere

### Per discipline
| Sport  | Oro | Argento | Bronzo | Totale |
| ------ | --- | ------- | ------ | ------ |
| Calcio | 1   | 0       | 0      | 1      |
| Totale | 1   | 0       | 0      | 1      |

### Medaglie
| Medaglia | Atleta  | Sport  | Evento          |
| -------- | ------- | ------ | --------------- |
| Oro      | Uruguay | Calcio | Torneo Maschile |

## Risultati

### Calcio
| Atleta | Classifica |                    |
| --- | --- | ------------------ |
| V · D · M Nazionale uruguaiana · Calcio ai Giochi Olimpici Estivi 1924 P Casella · P Mazali · D Arispe · D Nasazzi · D Tomassina · C Andrade · C Ghierra · C Vidal · C Zibecchi · C Zingone · A Cea · A Etchegoyen · A Naya · A Petrone · A Romano · A Saldombide · A Scarone · A Urdinarán · CT : Fígoli | Oro |                    |
| Nazionale uruguaiana · Calcio ai Giochi Olimpici Estivi 1924 | |                    |
| P Casella · P Mazali · D Arispe · D Nasazzi · D Tomassina · C Andrade · C Ghierra · C Vidal · C Zibecchi · C Zingone · A Cea · A Etchegoyen · A Naya · A Petrone · A Romano · A Saldombide · A Scarone · A Urdinarán · CT: Fígoli                                                                         | P Casella · P Mazali · D Arispe · D Nasazzi · D Tomassina · C Andrade · C Ghierra · C Vidal · C Zibecchi · C Zingone · A Cea · A Etchegoyen · A Naya · A Petrone · A Romano · A Saldombide · A Scarone · A Urdinarán · CT: Fígoli | Uruguay (bandiera) |